# نفارو
نفارو (به لاتین: Naifaru) یک منطقهٔ مسکونی در مالدیو است. نفارو ۵٬۴۰۸ نفر جمعیت دارد.